# Coordinadora Gai-Lesbiana de Catalunya
Coordinadora Gai-Lesbiana de Catalunya (CGLC) (1986-2013) va ser una federació d'associacions d'homosexuals, gais i lesbianes, fundada el desembre de 1986 a Barcelona. De la Coordinadora d'Iniciatives Gais, que va reunir la militància que va abandonar per antics militants del Front d'Alliberament Gai de Catalunya (FAGC) que va donar lloc a la creació de federació CGLC.
L'organització s'inscrivia al moviment LGBT que es mobilitza per a normalitzar el fet homosexual i obtenir els drets socials iguals. Des del 1987 es va comprometre en l'acció contra el VIH i la SIDA en crear les assosciacions Stop Sida, que organitza la prevenció i Gais Positius que organitza el suport als seropositus. Com a federació ofereix serveis a les associacions LGBT de Catalunya. Era membre de l'International Lesbian, Gay, Bisexual, Trans and Intersex Association (ILGA). Es considera com la principal impulsora de les reformes legislatives a Catalunya i a l'Estat espanyol.
El seu president honorari va ser Jordi Petit. En formaven part les associacions: Associació Cristiana de Gais i Lesbianes (ACGIL), Pandora, Diversitat & Discapacitat, Gais Positius, el Grup d'Amics Gais (GAG) el Grup Jove i Stop Sida. Al 16è Summit International Award (2010) va obtenir el premi per als mitjans sens ànim de lucre i el premi joventut per a la campanya «Fuck You Sida», considerats com l'Oscar dels premis mundials pel disseny i la comunicació.
La federació es va dissoldre el 4 de desembre del 2013. Com raó va invocar la denegació de finançament públic pel Ministeri de la Sanitat, les retallades i la insuficiència del finançament privat per continuar la iniciativa. Les associacions que constituïen la federació continuen les seves activitats i projectes, sense el paraigües de la Coordinadora.